# Philonicus ionescui
Philonicus ionescui is een vliegensoort uit de familie van de roofvliegen (Asilidae). De wetenschappelijke naam van de soort is voor het eerst geldig gepubliceerd in 1977 door Tsacas & Weinberg.